# Pi2 Hydri
Título a ser usado para criar uma ligação interna é Pi2 Hydri.
Pi2 Hydri (36 Hydri) é uma estrela na direção da constelação de Hydrus. Possui uma ascensão reta de 02h 15m 28.56s e uma declinação de −67° 44′ 46.8″. Sua magnitude aparente é igual a 5.67. Considerando sua distância de 468 anos-luz em relação à Terra, sua magnitude absoluta é igual a −0.11. Pertence à classe espectral K2III.